# Erginulus cristatus
Erginulus cristatus is een hooiwagen uit de familie Cosmetidae.